# 劉堅得
刘坚得（？—130年），一名賢得，东汉汉章帝第三子清河王刘庆之女，汉安帝姐妹。
刘坚得封阴城公主，嫁给了定远侯班始。班始是班超孙子。汉顺帝时，阴城公主因是皇帝的姑姑，骄纵淫乱，和情夫居于帷帐中，让班始来伏床在下。永建五年（130年），班始不堪受辱，拔刀杀阴城公主。汉顺帝大怒，腰斩班始，班始同胞兄弟皆弃市。